# Kalo Pothi
Kalo Pothi is een dramafilm uit 2015 van Min Bahadur Bham. Op het filmfestival van Venetië won de film de Fedeoraprijs voor "beste film" in de sectie Settimana Internazionale della Critica.

## Verhaal
Prakash en Kiran wonen in een dorp dat in oorlogsgebied ligt in het noorden van Nepal. Ondanks hun verschil in kaste zijn ze onafscheidelijke vrienden. Door een tijdelijke wapenstilstand zien ze een kans om munt te slagen uit de eieren van een hen die Prakash van zijn zus heeft gekregen. Nadat de hen vermist raakt blijkt het echter niet zo simpel deze terug te vinden in oorlogsgebied.

## Rolverdeling
| Acteur            | Personage      |
| ----------------- | -------------- |
| Khadka Raj Nepali | Prakash        |
| Sukra Raj Rokaya  | Kiran          |
| Jit Bahadur Malla | Prakash' vader |
| Hansha Khadka     | Prakash' zus   |
| Benisha Hamal     | Kirans zus     |

## Productie
De film werd geselecteerd als Nepalese inzending voor de beste niet-Engelstalige film voor de 89ste Oscaruitreiking.